# Oze-Nationalpark
Der Oze-Nationalpark (jap. 尾瀬国立公園, Oze Kokuritsu Kōen) ist ein Schutzgebiet in Japan. Es liegt in den Präfekturen Fukushima, Gunma, Niigata und Tochigi auf der Insel Honshū etwa 150 km nördlich von Tokio. Ursprünglich gehörte das Gebiet zum Nikkō-Nationalpark, wurde jedoch 2007 als eigenständiges Schutzgebiet ausgewiesen und umfasst 37.200 ha. Seit 1960 ist das Gebiet zudem ein besonderes Naturdenkmal.

## Landschaftsbild
Von besonderer Bedeutung im Nationalpark sind das mit 650 ha größte Sumpfgebiet Japans, der Ozegahara-Sumpf sowie die Berge Hiuchigatake (燧ヶ岳) mit einer maximalen Höhe von 2536 Metern und der Shibutsu mit 2228 Metern. Weitere markante Berge sind der Aizu-Komagadake (会津駒ヶ岳) und der Taishaku (帝釈山). Der Ozenuma-See (尾瀬沼) entstand durch bei einem Vulkanausbruch aufgestaute Lava.
Das Klima wird hier von kühlen Sommern und langen, oft schneereichen Wintern geprägt.

## Flora und Fauna
In den Bergen gibt es ausgedehnte Eichen-, Buchen-, Birken- und Nadelwälder. In den Sümpfen trifft man auf große Bestände der Weißen Scheinkalla und Middendorffs Taglilie Hemerocallis middendorffii Am Aizu-Komagatake kommen größere Bestände der auf Honshu endemischen Maries-Tannen vor.
Insgesamt wurden bisher 930 Pflanzenarten, davon 21 Endemiten, 40 Libellen- und 30 Schmetterlingsarten sowie zahlreiche Vogel- und Säugetierarten festgestellt.
Unter den festgestellten Säugetier- und Vogelarten sind u. a. der Schwarzkopfibis, Mandarinente, Kragenbär, Sikahirsch und das Hondo-Hermelin besonders erwähnenswert.

## Tourismus
Die zahlreichen Blüten der Kalla locken Ende Mai/Anfang Juni zahlreiche Wanderer an, die auf dazu errichteten Holzstegen das Sumpfgebiet von Ozegahara erkunden können. Im Juli und August kommen viele Besucher in die höheren Regionen des Parks, da dann dort die Taglilien blühen.
Da der Park nicht an einem Tag durchwandert werden kann, stehen Hütten zur Übernachtung zur Verfügung.
Die jährlichen Besucherzahlen standen zuletzt bei 430.000 Personen (Stand 2013).